# Gelotia argenteolimbata
Gelotia argenteolimbata là một loài nhện trong họ Salticidae.
Loài này thuộc chi Gelotia. Gelotia argenteolimbata được Eugène Simon miêu tả năm 1900.